# Internationale luchthaven Jeju
Jeju International Airport ) is de enige luchthaven van het eiland Jeju te Zuid-Korea en tevens de op twee na grootste luchthaven van heel Zuid-Korea na de 2 luchthavens van de hoofdstad Seoel (Gimpo en Incheon).